# Münstertal (Selva Negra)
Münstertal, Selva Negra, es un municipio en el distrito de Brisgovia-Alta Selva Negra en el suroeste de Baden-Wurtemberg aproximadamente 20 km al sur de Friburgo.

## Geografía
El territorio del municipio Münstertal se extiende desde la llanura del Rin Superior por bajo hacia arriba hasta la cumbre del monte Belchen en 1414 metros sobre el nivel del mar.

## Estructura administrativa
Münstertal se compone de Untermünstertal y Obermünstertal que en el pasado eran municipios independientes. Fusionaron el 1 de diciembre de 1971. Tienen sus propios escudos.

### Alcaldes
- 1991–2007 Peter Jehle (CDU)
- a partir de 2007 Rüdiger Ahlers (SPD)

## Lugares

### Museos
- Schwarzwaldhaus Archivado el 6 de febrero de 2006 en Wayback Machine. (en español: casa de la selva negra), donde fue rodado el documental televisivo Schwarzwaldhaus 1902, es un museo sobre el rodaje y la vida de campesinos del monte.
- Bienenkundemuseum (en español: museo del estudio de abejas).
- Teufelsgrund (en español: fondo del diablo) era en el pasado una mina de plata y es hoy un museo sobre la minería, pero tiene también una galería donde se trata asma.

### Edificios
- St. Trudpert era un monasterio benedictino.
- Scharfenstein (en español: piedra afilada) era un castillo cuyas ruinas se encuentran en Obermünstertal.

## Hermanamiento
- Rittersgrün,[2] Montes Metálicos, Sajonia.